# Cajvana
Cajvana (en alemany: Keschwana) és una ciutat del comtat de Suceava, al nord-est de Romania. Es troba a la regió històrica de Bucovina. Cajvana és el dotzè assentament urbà més gran del comtat, amb una població de 6.812 habitants, segons el cens del 2011. Va ser declarada ciutat el 2004, juntament amb altres set localitats del comtat de Suceava. El poble Codru és administrat per la ciutat.
Cajvana es troba a una distància de quilòmetresres de Suceava, la capital del comtat.
La ciutat és coneguda pel seu llegendari roure, que data de l'època del governant moldau Esteve el Gran (1457-1504).
Tot i ser una ciutat, Cajvana té un aspecte rural i la principal ocupació dels habitants és l'agricultura. La localitat es va veure greument afectada per les inundacions europees el 2005.

## Fills il·lustres
- Maria Băsescu